# Keturah Kamugasa
Keturah Lydia Kamugasa (8 tháng 12 năm 1967 – 20 tháng 12 năm 2017) là một nhà văn và nhà báo người Uganda đáng chú ý nhất cho cột hàng tuần của cô trong The New Vision hàng ngày, được gọi là "Phong cách với Keturah Kamugasa". Cô cũng là biên tập viên của tạp chí Flair, Cô dâu và Chú rể của New Vision. nguồn tạp chí flair tháng 4 năm 2008 và tháng 4 năm 2008 cho tạp chí cô dâu và chú rể. Bà mất vào ngày 20 tháng 12 năm 2017 ở tuổi 50.